# Johann Freyschlag von Schmiedenthal
Johann Joseph Ignaz Freyschlag von Schmiedenthal (hornolužickosrbsky Jan Józef Ignac Freišlag ze Šmidentala; 20. června 1669 Crostwitz – 2. března 1743 Budyšín) byl lužický a německý duchovní, v letech 1721–1743 budyšínský apoštolský prefekt.
Narodil se 20. června 1669 v hornolužickém Croswitz v lužickosrbské rodině Kowarjecových. Dne 22. září 1696 přijal kněžské svěcení, po kterém nastoupil do Budyšína jako kaplan. Od srpna 1705 do listopadu 1721 sloužil jako farář v Schirgiswalde. Roku 1717 se stal kanovníkem při svatopetrském dómu v Budyšíně. Od roku 1721 až do své smrti v roce 1743 zastával v Budyšíně funkci děkana a také apoštolského prefekta. Významně se zasloužil o výstavbu nového barokního farního kostela Nanebevzetí Panny Marie v Schirgiswalde, který nad jedním z vchodů nese jeho znak.